# Godzilliognomus schrami
Godzilliognomus schrami is een ladderkreeftensoort uit de familie van de Godzilliidae. De wetenschappelijke naam van de soort is voor het eerst geldig gepubliceerd in 2010 door Iliffe, Otten & Koenemann.